# كيت سكوت تورنر
كيت سكوت تورنر (بالإنجليزية: Kate Scott Turner)‏ هي كاتِبة وشاعرة أمريكية، ولدت في 12 مارس 1831 في كوبرستاون في الولايات المتحدة، وتوفيت في 1917 في إنجلترا في المملكة المتحدة.